# Ampanihy (Mahabo)
Ampanihy est une commune urbaine malgache située dans la partie centre-sud de la région du Menabe.